# Adrián (fodboldspiller)
Adrián San Miguel del Castillo eller bare Adrián (født 3. januar 1987 i Sevilla) er en spansk fodboldmålmand, der spiller for den engelske Premier League-klub Liverpool F.C.
Adrián indledte sin karriere i den spanske klub Real Betis, først med klubbens ungdomshold, inden han debuterede med førsteholdet i 2012. I denne periode havde han også ophold på lån hos Alcalá og Utrera. I 2013 flyttede han til England og sluttede sig til West Ham United. Efter at være blevet løst fra sin kontrakt i West Ham skiftede han til Liverpool i 2019 og var her blandt andet med til at vinde Premier League i sin første sæson.

## Klubkarriere
Oprindeligt spillede Adrián som barn i marken i CD Altair i fødebyen Sevilla, men han indvilligede som 10~årig i at overtage målmandsposten, da holders hidtidige målmand forlod klubben.

### Betis
Snart fik han kontrakt med Real Betis, hvor han efter nogle år i ungdomsafdelingen samt et par lejeforløb steg i graderne fra tredje- og andetholdet til klubbens førstehold. Her fik han debut 29. september 2012, da holdets målmand havde fået rødt kort, og skønt kampen blev tabt 0-4, blev Adrián valgt som kampens spiller. Dette, og endnu en udnævnelse som kampens spiller i en 1-0-sejr over Real Madrid, gav ham et markant gennembrud med 32 kampe i træk, hvor han blandt andet holdt modstanderne fra at score i 11 af disse.

### West Ham
Successen i Betis gik ikke ubemærket hen, og 5. juni 2013 underskrev Adrián en treårig kontrakt med den engelske Premier League-klub West Ham United F.C. Han debuterede for klubben i en ligacup-kamp mod Cheltenham, som endte med en 2-1-sejr til West Ham, og hvor modstandernes mål blev scoret efter et straffespark begået af Adrián.
Sin første PL-kamp fik han 21. december samme år, hvor han stod på mål i 1-3-nederlaget mod Manchester United. Han etablerede sig nu som fast mand på holdet, og ved sæsonens afslutning modtog han flere interne West Ham-udmærkelser, herunder som sæsonens bedste indkøb.
Fra den følgende sæson kan det nævnes, at han i en FA Cup kamp mod Everton, der endte med en straffesparkskonkurrence, scorede sejrsmålet. 
Han fik forlænget sin kontrakt to gange, men ved slutningen af sæsonen 2018-19 fik han en fri transfer fra West Ham efter seks sæsoner i klubben.

### Liverpool
Som kontraktløs kunne Adrián derfor med kort varsel træde til, da Liverpool kom i bekneb for en erfaren andenmålmand kort før sæsonen 2019-20's indledning, og parterne underskrev en kontrakt. Adrián fik debut allerede i sæsonens første PL-kamp, da førstemålmand Alisson i slutningen af første halvleg måtte udgå med en skade. Adrián var dermed med til at sikre 4-1-sejren mod oprykkerne fra Norwich. I sin blot anden kamp for klubben blev Adrián afgørende for Liverpool, der vandt UEFA Super Cup 2019 efter straffesparksafgørelse, da han reddede sidste spark fra modstanderne Chelsea F.C.
Adrián fik europæisk debut i Champions League mod Napoli på Stadio San Paolo den 17. september. Selvom han lavede en bemærkelsesværdig redning mod den belgiske landsholdsspiller Dries Mertens, da der endnu ikke var scoret, led Adrian sit første nederlag som Liverpool-spiller med en score på 0-2. Den 11. marts 2020 stod Adrián i målet som erstatning for Alisson, da Liverpool blev slået ud af Champions League af Atlético Madrid. Efter at have tabt 1-0 i første kamp i Spanien, tabte Liverpool 3-2 på Anfield, hvor der blev stillet spørgsmålstegn ved nogle af Adriáns målmandsbeslutninger.
Fra oktober 2020 har Adrián begået fem fejl, der direkte førte til mål, i sine 21 optrædener for Liverpool - lige så mange som førstevalg Alisson har i 92 kampe. På trods af hans fejl sagde manager Klopp i oktober 2020 om Adrián, "Adrian er en virkelig god målmand. Han spillede 11 kampe sidste år, og vi vandt dem alle".
Den 14. juni 2021 annoncerede Liverpool, at de havde forlænget hans kontrakt, men uden at afsløre detaljer om forlængelsens varighed. På grund af manglen på første- og andetvalgs-målmændene Alisson og Caoimhín Kelleher spillede Adrián i FA Community Shield i juli 2022 mod Manchester City, som Liverpool vandt 3-1.